# Јакуб Селимовски
Јакуб Селимовски (Селимоски) (Кичево, 1946 — Истанбул, 29. март 2013) је био последњи реис-ул-улема Исламске заједнице СФР Југославије.

## Биографија
Рођен је 1946. године у Кичеву, у угледној муслиманској породици. Основно образовање је стекао у родном месту, а жеља за исламским образовањем га је довела у Гази Хусрев-бегову медресу у Сарајеву, коју је са успехом завршио 1966. године. Затим уписује Филолошки факултет — одсек оријенталистике у Београду, уз велике потешкоће и полагања пријемног испита, јер тадашње генерације Гази Хусрев-бегове медресе нису имале право уписа на државне факултете. Жеља за исламом и његовом науком код њега није престајала, па тако док се налазио у Београду сазнао је у египатској амбасади да постоји могућност да настави школовање на чувеном исламском универзитету Ал-Азхар у Каиру. На Ал-Азхару Селимовски уписује одсек историје и цивилизације који успешно завршава 1972. године. После завршетка студија ставља се на располагање Исламској заједници Македоније, где је постављен за верско-просветног референта Старешинства, а 1973. године премештен је на место секретара Старешинства у Исламској заједници.
После смрти хаџи хафиз Бедри Хамида, прво је постављен за вршиоца дужности председника, а затим је од стране Врховног сабора Исламске заједнице Југославије 1981. године, именован и за председника Старешинства Исламске заједнице Македоније. Почетком 1990. године изабран је за вршиоца дужности реис-ул-улеме, а на седници изборног тела 9. марта 1991. године, изабран је тајним гласањем за реис-ул-улему Југославије, између четири кандидата. На тој позицији остаје до 1993. године. Умро је 29.марта 2013. године у Истанбулу, где се налазио на лечењу.